# لويس من دوراتسو
لويس من دوراتسو (1324 - 22 يوليو 1362) كونت غرافينا وموروني. كان ابن جون من غرافينا وأغنيس من بيريغورد.